# Calospila antonii
Calospila antonii is een vlindersoort uit de familie van de prachtvlinders (Riodinidae), onderfamilie Riodininae.
Calospila antonii werd in 1995 beschreven door Brévignon.